# Dendrobium coeloglossum
Dendrobium coeloglossum är en orkideart som beskrevs av Rudolf Schlechter. Dendrobium coeloglossum ingår i släktet Dendrobium, och familjen orkidéer. Inga underarter finns listade i Catalogue of Life.